# Luisia
Luisia là một chi bọ cánh cứng trong họ Chrysomelidae.
Chi này được miêu tả khoa học năm 2006 bởi Medvedev & Regalin.

## Các loài
Chi này gồm các loài:
- Luisia paradoxa Medvedev & Regalin, 2006